# Мостафа Мірсалім
Сейєд Мостафа Ага Мірсалім (нар. 9 червня 1947, Тегеран) — іранський інженер і консервативний політик, колишній міністр культури і ісламської орієнтації. Він був кандидатом в президенти на виборах 2017 року, на яких зайняв третє місце, отримавши 1,17 % голосів.

## Рання біографія і освіта
Він отримав ступінь бакалавра в галузі механіки в університеті Пуатьє в 1969 році, магістра в галузі механіки в Національній школі механіки і авіаційної техніки у 1971 і, у тому ж році, магістра наук у галузі механіки рідин і термодинаміки в аспірантурі університету Пуатьє. У 1972 році Мостафа отримав ступінь магістра в галузі двигунів внутрішнього згоряння від національної школи нафти і двигунів.
Він працював стажером в Alsace Mechanical Industries до 1976 року, після чого він повернувся до Ірану. З 1976 по 1979 Мостафа працював на посаді операційного директора у Тегеранському метрополітені.

## Кар'єра
Після Іранської революції Мірсалім служив начальником національної поліції. У липні 1980 року тогочасний президент Абольхасан Банісадр запропонував його кандидатуру на пост прем'єр-міністра, як компромісного кандидата, прийнятного як для нього, так і для парламенту, у якому домінували представники Ісламської республіканської партії. Щоправда, Банісадр під тиском був змушений погодитися на кандидатуру Мохаммада Алі Раджаї. З 1981 по 1989 Мостафа був радником тогочасного президента Алі Хаменеї.
На початку 1989 року, у зв'язку зі смертю і похороном Хірохіто, 124-го імператора Японії, котрий правив країною понад 60 років, аж до своєї смерті, Мірсалім і Хоссейн Саффар Харанді, член парламенту і голова парламентського комітету з питань сільського господарства, прибули в Імператорський палац у Токіо, щоб взяти участь у Імператорському похоронному обряді 24 лютого з Мохаммедом Хоссейном Аделі, Надзвичайним і Повноважним послом Ірану в Японії, і його дружиною.
Політик був призначений міністр культури і ісламської орієнтації в 1994 році. Його перебування на посаді характеризується сильним консервативним ісламістським напрямком, метою якого було запобігти «культурному натиску» Заходу і сприяти благочестю ісламської культури, в тому числі за рахунок використання репресивних заходів. Міністерство під його керівництвом було особливо відомим за закриття ряду реформістських газет.
Пізніше він був призначений до Ради доцільності Ірану.
Він є доцентом машинобудування в Технологічному університеті імені Амір-Кабіра.

## Виборча історія
| Рік  | Вибори        | К-ть голосів | %      | Порядок | Примітки |
| ---- | ------------- | ------------ | ------ | ------- | -------- |
| 2017 | Президентські | 478,215      | 1,16 % | 3-й     | Програв  |

## Особисте життя
Згідно з Iranian Diplomacy, Мірсалім одружений з француженкою. Він захоплюється плаванням і, зазвичай, носить бороду-ширму, смокінг без комірця і темну ярмулку.